# Afrotysonia pilosicaulis
Afrotysonia pilosicaulis är en strävbladig växtart som beskrevs av Robert Reid Mill. Afrotysonia pilosicaulis ingår i släktet Afrotysonia och familjen strävbladiga växter. Inga underarter finns listade i Catalogue of Life.